# Crkva sv. Jurja u Koluniću
Crkva sv. Jurja u Koluniću je kršćanska crkvica. Datira iz ranosrednjovjekovnih vremena. Sa svih strana okružena je nekropolom sa stećcima pa ih se uzima kao jednu cjelinu. 

## Zemljopisni položaj
Nalazi se pokraj ceste Bosanski Petrovac – Drvar, na lokalitetu Crkvina. Blizu je vrela Klisine svetinje. Ruševine obuhvaćaju i crkvu i samostan. Narod ih zove Panađur ("hram sv. Đurđa").

## Građa
Crkva se pruža u osnovnom smjeru zapad - istok. Zidovi crkve debljine su 0,7 m.
Karakterizira ju zvonik. Gotovo sve crkve po Bosni i Hercegovini izuzevši mali broj iznimaka srušene su za osmanske vlasti i jedini sačuvani zvonik ima još toranj sv. Luke s crkvom sv. Marije uz stari franjevački samostan u Jajcu. Zvonik je iznad četverokutnog oltarnog prostora. Mali je otvor na južnom zidu zvonika na relativnoj visini od oko 9 m. Uokviren je kao i prozor na istočnoj fasadi. Toranj je relativno visok, zajedno s apsidom, sa zapada oko 10–11 m, od čega apsida 4,65 m, a toranj oko 6 metara.
Crkva ima jedan brod dimenzija 11 m x 7,79 m. 4,9 metara relativno su visoki južni i sjeverni zid broda su uz zapadni zid apside i kaskadno se spuštaju do visine od nekoliko desetaka centimetara. Oltarni prostor je četverokutan.
Apsida crkve dimenzija je 5,1 m x 3,5 m. Duboka je 4,2 m. Južni i sjeverni podužni zid apside iznutra su ukošeni. Ulaz u apsidu širine je 3,6 m, a istočni zid apside 3,4 m. Ulaz u apsidu visok je 4,35 i s okvirnim lukom 4,65 m. Svod je poluobličast. Mali prozor je na istočnom zidu na visini od 2,15 m. Nije jednake širine. Iznutra je širok širok 0,45 m, a na vanjskom zidu 0,2 m. Niša je na unutrašnjoj strani južnog zida, nisko postavljena uokvirena niša. Na vanjskom južnom i sjevernom rubu istočnog zida apside bile su neke konstrukcije neznane namjene debele 0,7 metara, od čega su ostali tek ostatci u obliku izbočina na relativnoj visini od 3,15 metara.
Ulazni zid u crkvu je zapadni i visok svega 30 cm. Ulaz je širok oko 1 m. Okomiti bridovi na crkvi uokvireni su naizmjence. Okviri su veći i manji dobro oklesani kvaderi. Jedva oklesani kvaderi su građevni dio zida.

## Obnova
Crkva je djelimice obnovljena i restaurirana 1960-ih. U 19. stoljeću postoje zapisi o stanju, prema kojima je napravljena restauracija. Oltar je, prema zapisu P.Mirkovića iz 1894. a prema pričanju mještana bio "išćemeran na kube“. No, već je bio srušen nekoliko godina prije. Visina tornja bila je 13,5 m i kutovi i zid od oltara bili su tesani. Zapadna i istočna strana tornja bile skoro srušene, ali su ostali bridovi s odrađenim klesanim kamenjem. Nepoznato je kako su se penjali na dio tornja iznad svoda apside. Crkva je jedinstvene gradnje na teritoriji Bosne i Hercegovine i potrebna su dodatna istraživanja.

## Zaštita
Arheološko područje s ostatcima srednjovjekovne crkve i nekropolom sa stećcima na lokalitetu Crkvina u Koluniću, proglašeno je 2007. nacionalnim spomenikom BiH.

## Vanjske poveznice
- V. Klaić - grada za topografiju ličko-krbavske županije u srednjem vijeku